# انتظار (فلم فلسطيني)
إنتظار، هو فيلم تجريبي للمخرج الفلسطيني رشيد مشهراوي، بطولة عرين عمري، ومحمود مسعد ويوسف بارود، إلى جانب عدد من الممثلين الأردنيين.

## أحداث الفيلم
تدور أحداث فيلم «انتظار» حول المخرج المسرحي أحمد الذي ينتقل بين مخيمات المنطقة بحثا عن ممثلين للمسرح الوطني الفلسطيني الجديد في غزة. واجتذب هو وفريقه طوابير من المتطوعين في المخيمات في الأردن وسوريا ولبنان. وكان الاشخاص الذين يودون التمثيل غير مهتمين بالمسرح ولكنهم كانوا يتحرقون إلى إرسال رسائل إلى الوطن والاقارب الذين لم يروهم منذ سنوات. وتبدأ رحلة أحمد مع الصحفية «بيسان» التي تقوم بإجراء مقابلات، والمصور «لوميير» بحثا عن المواهب الفلسطينية الكامنة في مخيمات اللاجئين، وتنبعث من هذه التجربة فكرة الانتظار التي تجسد مصير الفلسطينيين في الوطن والشتات.